# 木曽川北派川橋
木曽川北派川橋（きそがわきたはせんきょう）とは、岐阜県各務原市と岐阜県羽島郡笠松町の間の、木曽川北派川に架かる、東海北陸自動車道の桁橋である。
一宮木曽川ICと岐阜各務原ICの間（正確には川島PAと岐阜各務原インターチェンジの間）に存在する。

## 概要
- 供用：1997年（平成9年）3月24日
  - 一宮木曽川IC - 岐阜各務原IC開通時
- 延長：600 m
- 区間：岐阜県各務原市川島笠田町 - 岐阜県羽島郡笠松町米野
- 構造：曲線PC箱桁橋

## その他
木曽川三派川地区のため、木曽川は3つに分流（南派川、本川、北派川）している。東海北陸自動車道にはそれぞれ、木曽川南派川橋、木曽川本川橋、木曽川北派川橋が架橋されている。なお、木曽川の標識（表示）がされているのは木曽川本川橋のみである。
国営木曽三川公園の河川環境楽園（自然共生研究センター、河の森）にまたがる。